# デイマーハム
デイマーハム（英語: Damerham）はイギリスのイングランド南部ハンプシャーにあるヴィレッジ、行政教区(Civil Parish)。行政上はニュー・フォーレストに属している。
ヴィレッジの名前はイギリス海軍ハム級掃海艇に命名されている。

## 新石器時代の遺跡
2009年、ウィルトシャーにあるストーンヘンジの南24kmの地点に、およそ6000年前の新石器時代の未発掘の墳丘墓（en:long barrows）を含む、イギリスでは最古のものと推定される複合遺跡があることが判明した。イングリッシュ・ヘリテッジによる航空写真調査で同地にミステリーサークル状のものがあることが観察され、現地調査を行ったところ遺跡が発見されたというものである。
北緯50度56分14.45秒 西経1度52分29.63秒 / 北緯50.9373472度 西経1.8748972度

## 注
1. ↑  ScienceDaily" Neolithic Age: Prehistoric Complex Including Two 6,000-year-old Tombs Discovered In Britain" (June 9, 2009)
2. ↑  “6千年前の巨大遺跡、イギリスで発見”. ナショナル ジオグラフィック.  ナショナル ジオグラフィック協会 (2009年6月15日). 2023年11月27日閲覧。